# 飛驒宮田站

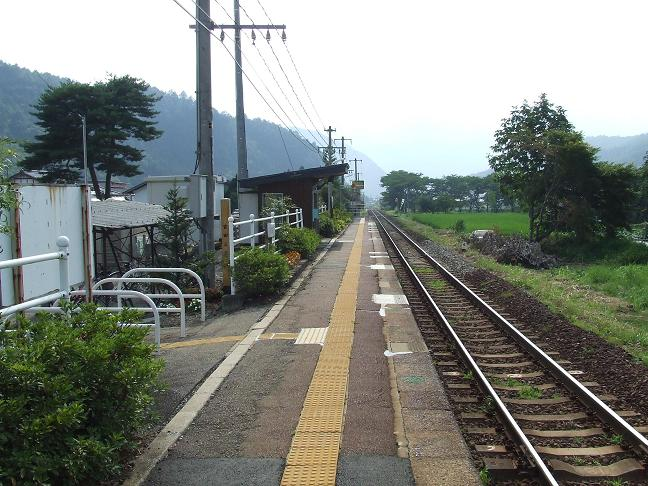
月台(2008年)

飛驒宮田站（日语：／ Hida-miyada eki */?）是位於岐阜縣下呂市萩原町宮田，東海旅客鐵道（JR東海）的高山本線車站。
從高山出發的首班車及前往高山的尾班車均為普通列車，但是均通過此站。

## 歷史
- 1955年（昭和30年）10月1日 - 高山本線上呂至飛驒小坂之間開設此站，為旅客車站。
- 1987年（昭和62年）4月1日 - 伴隨國鐵分割民營化，車站由東海旅客鐵道（JR東海）營運。

## 車站構造
車站是一座地面車站，設有1面1線單式月台，不可進行列車交會。此站是高山本線從起點岐阜站出發起首座不可列車交會的車站。若果以兩架各站停車列車交會來說，禪昌寺站是首座不可以兩架停站列車交會的車站。在1960年代後期，隨著高山本線進行動力近代化和增強輸送力時，此站曾經計劃加設列車交會設備，可是一直沒有進行此計劃。此站在啟用時已經只有1面1線月台。此站沒有車站大樓。於站前設有濕廁。此站是由下呂站管理的無人車站。

## 車站周邊
車站附近有許多住宅。
- 國道41號
- 彈珠店（日语：パチンコ店） - 39 Parlor
- 下呂市立宮田小學
- 飛驒宮田簡易郵局
- 藤森觀音堂
- 今井八幡神社
- 第十益田川橋樑（為拍攝鐵路相片的熱點之一。）

## 相鄰車站
東海旅客鐵道（JR東海）
 高山本線
■普通（快速列車，只有早上上行班次和深夜下行班次）
通過
■普通（各站停車）
上呂－飛驒宮田－飛驒小坂

## 注腳
1. ↑  JR東海移動等便利化取組報告書
2. ↑  須田寬. . 鐵道畫刊 (電氣車研究會). 1968-03, (207): 60 – 62.